# Centro para las Libertades Civiles
El Centro para las Libertades Civiles (en ucraniano: Центр Громадянських Свобод) es una organización de derechos humanos dirigida por la abogada ucraniana Oleksandra Matviichuk. Fue fundada en Kiev el 30 de mayo de 2007.
La organización fue galardonada con el Premio Nobel de la Paz en 2022, junto a Alés Bialiatski y la organización rusa Memorial. Éste fue el primer premio Nobel concedido a un ciudadano u organización ucraniana.
La organización se dedica a introducir enmiendas legislativas en un intento de hacer que Ucrania sea más democrática y mejorar el control público de las fuerzas del orden y del poder judicial. Uno de los objetivos de la organización es la actualización del Código Penal de Ucrania. La organización también lidera campañas internacionales para liberar a personas encarceladas ilegalmente en Rusia y en las zonas ocupadas de Crimea y Donbass. El Centro para las Libertades Civiles también documenta los crímenes de guerra rusos durante la invasión rusa de Ucrania en 2022. El Comité Noruego del Nobel afirmó en 2022 que la organización estaba "ejerciendo un papel pionero a la hora de hacer que los culpables rindan cuentas de sus crímenes".